# Lista nagród i nominacji Jaya Seana
Lista nagród i nominacji brytyjskiego wokalisty Jaya Seana.

## UK Asian Music Awards (AMAs)
- 2005: Best Album ("Me Against Myself") Wygrana
- 2005: Best Urban Act Wygrana
- 2005: Best Video ("Stolen") Wygrana
- 2007: DesiHits Artist of the Year Award Wygrana
- 2009: Best Male Wygrana
- 2009: Best Album ("My Own Way") Wygrana
- 2009: Best Urban Act Wygrana

## Channel U Best of British Awards
- 2008: Best Video ("Ride It") Wygrana

## UK BMI Awards
- 2008: BMI Songwriter Awards Wygrana

## MTV Russia Music Awards
- 2008: Best International Artist Wygrana

## MOBO Awards
- 2008: Best UK Male Nominacja
- 2008: Best R'n'B/Soul Nominacja

## Rogers Filmi South Asian Film Festival
- 2009: Music Video Award ("Down") Wygrana

## UK Urban Music Awards
- 2009: Best Collaboration ("Down", feat. Lil Wayne) Wygrana

## 30 Under 30
- 2009: Best Artist Nominacja